# Памятник пехотной дивизии имени Костюшко
Памятник пехотной дивизии имени Костюшко (пол. Pomnik Kościuszkowców) — памятник в Варшаве, Польша. Он посвящен организованной Советским Союзом 1-й пехотной дивизии имени Тадеуша Костюшко, которая во время Второй мировой войны оказала помощь Варшавскому восстанию. Он расположен на пересечении улиц Выбжеце Хельские и Окржеи у входа в Пражский порт в районе Прага-Пулноц, рядом с бывшим зданием водяной палаты на реке Висла.
К 14 сентября 1944 года войска 1-й польской пехотной дивизии и Красной армии выбили Вермахт из правобережной части столицы, в то время как Варшавское восстание продолжилось с 1 августа по ту сторону от реки. Отряды Дивизии имени Костюшко предприняли попытку высадки в Чернякове (Солец) и Кемпа Потоцкой (Жолибож), чтобы поддержать восстание. Однако из-за недостаточного планирования и отсутствия тактической поддержки десантам в конечном итоге не удалось высвободить польскую партизанскую армию.

## История
Председателем комитета по строительству памятника являлся Влодзимеж Сокорский. Весной 1979 года после конкурса дизайнеров из тридцати работ был выбран план скульптора Анджея Кастена под девизом «... но самый красивый из всех — это наш берег Вислы», строчки из популярной песни о 1-й дивизии эпохи войны.
Строительство памятника планировалось завершить к 1980 году, но работы были отложены из-за роста популярности движения "Солидарность" и последовавшего объявления военного положения коммунистическим режимом. По инициативе Союза ветеранов-солдат, а также Клуба Костюшко, первый камень памятника был заложен 7 октября 1983 года в связи с 40-летием основания Польской народной армии. 12-метровая, 48-тонная скульптура была отлита из бронзы на заводе Zakłady Mechaniczne im. Marcelego Nowotki. На монументальной статуе изображен солдат, сжимающий ППШ-41, одетый в вздымающийся плащ, отчаянно протягивающий руку к левому берегу Варшавы. В общей сложности статуя содержит около 300 элементов. Из-за огромных размеров и веса памятника потребовался специальный маршрут транспортировки от завода до участка установки.
Вся композиция имеет высоту более 16 метров и окружена большой вымощенной камнем площадью, засаженной зеленью. Архитектурным дизайнером памятника являлся Богуслав Чилинский. В проекте участвовали многочисленные активисты, группы ветеранов, молодежные группы и солдаты польской армии. Открытие памятника состоялось 17 января 1985 года, в 40-ю годовщину освобождения Варшавы.
Местные жители иногда в шутку называют скульптуру «Пять пива, пожалуйста» в связи с жестом руки солдата.
В 2011 году, в связи с предложением начать строительство в Пражском порту, появились планы перенести памятник на Свентокшиский мост, однако с 2018 года перенос памятника отложили.